# العبودية في إفريقيا المعاصرة

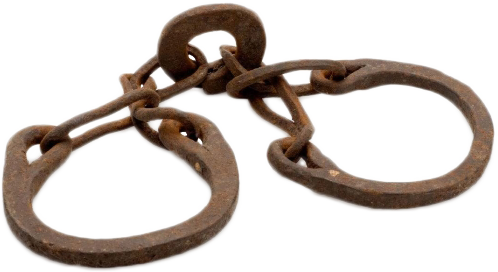

تعتبر قارة إفريقيا واحدة من أكثر المناطق التي تنتشر فيها العبودية المعاصرة. للعبودية في إفريقيا تاريخ طويل في السجلات التاريخية، لكنها كثرت مع تجارة الرقيق العربية، ومرة أخرى مع تجارة الرقيق عبر المحيط الأطلسي؛ خلق الطلب على العبيد سلسلة كاملة من الممالك، مثل إمبراطورية أشانتي التي كانت في حالة حرب دائمة لجمع أسرى الحرب اللازمين للتصدير المربح للعبيد.
استمرّت هذه الأنماط في الفترة الاستعمارية في أواخر القرن التاسع عشر وأوائل القرن العشرين. ومع أن السلطات الاستعمارية حاولت القضاء على العبودية منذ حوالي عام 1900، كان نجاحها محدودًا جدًا، وما زالت العبودية مستمرة بعد إنهاء الاستعمار في أجزاء كثيرة من إفريقيا، رغم أنها غير قانونية تقنيًا.
تنتشر العبودية في منطقة الساحل الإفريقي، وبدرجة أقل في القرن الأفريقي، على طول الحدود العرقية والثقافية للأمازيغ المستعربين في الشمال والأفارقة ذوي البشرة السوداء في الجنوب. ما زالت العبودية في بلدان الساحل، مثل موريتانيا ومالي والنيجر وتشاد والسودان، نمطًا قديمًا من الاسترقاق والاستعباد المتوارث. توجد أشكال أخرى من العبودية التقليدية في أجزاء من توغو وبنين وغانا ونيجيريا. توجد أشكال أخرى غير تقليدية من العبودية في إفريقيا اليوم، تشمل في معظمها الإتجار بالبشر والاستغلال العسكري للأطفال وعمالة الأطفال، كالإتجار بالبشر في أنغولا والإتجار بالأطفال من توغو وبنين ونيجيريا والكاميرون.
تشمل العبودية المعاصرة في إفريقيا وفقًا لجمعية مناهضة العبودية استغلال السكان الخاضعين حتى إن لم تندرج حالتهم تحت مسمى العبودية:
«على الرغم من أن هذا الاستغلال لا يسمى في كثير من الأحيان بالعبودية، فالظروف مشابهة، إذ يباع الناس كأشياء ويرغمون على العمل مقابل أجر ضئيل أو دون أجر، وهم تحت رحمة (أرباب عملهم)». _ جمعية مناهضة العبودية في تعريفها للعبودية المعاصرة.
يقدر عدد المستعبَدين في جنوب الصحراء الإفريقية بنحو 660 ألف شخص. يشمل ذلك عاملين في مناجم الماس غير المشروعة في سيراليون وليبريا، وهي أيضًا نتيجة مباشرة للحرب الأهلية في هاتين المنطقتين. قدّر مكتب العمل الدولي في عام 2017 أن 7 أشخاص من أصل 1000 من الأشخاص في إفريقيا هم ضحايا للعبودية.

## أنواع العبودية المعاصرة

### التجارة الجنسية
رغم حظر العبودية المؤسساتية في مختلف أنحاء العالم، توجد تقارير عديدة عن إناث استُعبدن لأغراض الجنس في مناطق لا تسيطر عليها الحكومة بشكل فعال، في السودان وليبريا وسيراليون وشمال أوغندا والكونغو والنيجر وموريتانيا. ويوجد في غانا وتوغو وبنن شكل من أشكال الدعارة الدينية (القسرية) المعروفة باسم تروكوسي (الاسترقاق الشعائري) قسرًا، والتي تعمل على إبقاء الآلاف من الفتيات والنساء في الأضرحة التقليدية (كزوجات للآلهة)، حيث يؤدي الكهنة الممارسة الجنسية بدلًا من الآلهة.

### السخرة
تُعرف السخرة بأنها أي عمل أو خدمات يُجبر الناس عليها ضد رغباتهم تحت تهديد شكل من العقاب. واستخدمت السخرة إلى حد كبير في دولة الملك ليوبولد الحرة في الكونغو وفي مزارع الرأس الاخضر وساو تومي البرتغالية. يقع السكان الأصليون (البيغمي) في جمهورية الكونغو الديمقراطية اليوم عادةً ضحايا لجيرانهم من البانتو، الذين شغلوا المناصب التي كانت يشغلها الأوروبيون سابقًا.
وقال رجل من السكان الاصليين في الكونغو لجمعية مناهضة العبودية:
«يجب أن نعمل من أجل سادة البانتو. ولا يمكننا رفض ذلك لأننا سنتعرض للضرب أو نكون ضحايا للإهانات والتهديدات. وعلى الرغم من موافقتنا على العمل طوال اليوم في الحقول، ما زلنا مطالبين بالعمل أكثر من ذلك، كجلب الحطب أو الصيد. وفي أغلب الأوقات يدفعون لنا مدفوعات عينية ثمن قطعة قماش بالية عن عشرة أيام عمل».

### تجارة الأطفال
أفادت التقارير عن الإتجار بالأطفال في نيجيريا وبنن الحديثتين؛ يُختطف الأطفال أو يشترون بثمن 20 إلى 70 دولارًا لكل واحد، من تجار الرقيق في الدول الفقيرة، مثل ما يحدث في بنين وتوغو، ويبيعونهم كرقيق في بيوت الدعارة، أو كخدم منازل غير مدفوعي الأجر مقابل 350 دولار لكل منهم في الدول الغنية بالنفط مثل نيجيريا وغابون.
وفي أبريل عام 2014، اختطفت جماعة بوكو حرام 276 طالبة من شيبوك في بورنو. فر أكثر من 50 منهم، لكن الباقين لم يفرج عنهم. وبدلًا من ذلك، أعلن زعيم بوكو حرام أبو بكر شيكاو عن عزمه بيعهن كرقيق، وعُرضت مكافأة للحصول على معلومات تؤدي إلى أسره تبلغ 7 ملايين دولار تقدمها وزارة الخارجية الأميركية منذ يونيو عام 2013.

### الاسترقاق الشعائري
الاسترقاق الشعائري (تروكوسي) هو ممارسة توجد في غانا وتوغو وبنين، إذ تؤخذ فتيات صغيرات عادة ما يكنَّ عذراوات إلى الأضرحة الدينية التقليدية، مقابل خدمات أو للتكفير الديني عن أفعال خاطئة مزعومة من جانب أحد أفراد الأسرة، وهي في أغلب الأحيان أنثى. وفي غانا وتوغو، يمارس هذا النظام شعب إيو في منطقة فولتا، ويمارسه الفون في بنن.

## العبودية في الدول

### تشاد
العبودية في تشاد ظاهرة راسخة ذات تاريخ طويل، مثل حال دول الساحل عمومًا، وتعود إلى تجارة الرقيق العربية في ممالك الساحل وهي مستمرة حتى يومنا هذا. وكحال أماكن أخرى من غرب إفريقيا، تعكس الظاهرة تشققات إثنية وعرقية ودينية. وتفيد شبكة المعلومات الإقليمية التابعة لمكتب الأمم المتحدة لتنسيق الشؤون الإنسانية بأن الآباء يبيعون الأطفال إلى الرعاة العرب في تشاد بسبب الفقر.

### كونغو
العمل بالسخرة الذي يشبه العبودية منتشر في أجزاء من الكونغو. ووفقًا للفهرس العالمي للعبودية، يوجد أكثر من مليون مستعبَد في منطقة جمهورية الكونغو الديمقراطية.

### إثيوبيا
قالت ماهيدر بيتيو الخبيرة في مجال حقوق الطفل وحمايته بوزارة شؤون المرأة، إن بعض الدراسات التي أجريت عن بعد في دير داوا وششيمين وأواسا وثلاث مدن أخرى في إثيوبيا تشير إلى تفاقم مشكلة الإتجار بالأطفال. ووفقًا لدراسة أجريت في عام 2003، أُتجر بنحو ألف طفل عبر دير داوا إلى دول الشرق الأوسط. وأغلبية هؤلاء الأطفال من الفتيات، ومعظمهم يُجبرون على أن يكونوا بغايا بعد مغادرتهم البلاد. اعتبرت منظمة العمل الدولية البغاء أسوأ أشكال عمل الأطفال.
يُتجر بالأطفال في إثيوبيا لاستغلالهم في البغاء، وتوفير عمالة رخيصة أو غير مدفوعة الأجر وللعمل كخدم منازل أو متسولين. تتراوح أعمار هؤلاء الأطفال عادة بين 10 و18 عامًا، ويتجر بهم من الدولة إلى المراكز الحضرية، ومن المدن إلى دول أخرى. وكثيرًا ما يتوقع من الأطفال الذكور أن يعملوا في أنشطة مثل تربية الماشية في المناطق الريفية وفي صناعة النسيج في أديس أبابا وغيرها من المدن الرئيسة. ويُتوقع من الفتيات أداء الأعمال المنزلية ورعاية الأطفال ورعاية المرضى والعمل كبغايا.